# 마쓰자카촌
마쓰자카촌(松坂村)은 아이치현 하즈군에 설치되었던 촌이다. 현재의 고타정에 해당한다.